# 天才小釣手
《天才小釣手》為矢口高雄創作的釣魚題材日本漫畫作品，漫畫出版後隨即改編為電視動畫。長篇原作於1973年至1983年於講談社《週刊少年Magazine》連載，此外也在講談社《月刊少年Magazine》同時連載短篇漫畫。此漫畫作品為矢口高雄的代表作，除了日本外，也在南韓、台灣及義大利出版發行。

## 概要
主角三平得到祖父一平的真傳，擁有高超的釣魚絕技，深知各種魚類的生態。大快朵頤享受垂釣成果之外，三平也藉由一次次的挑戰，增加自己的經驗，了解更多魚類的知識。「維護生態」也是這部電視動畫的主旨之一。

## 電視動畫
1980年4月7日至1982年6月28日於富士電視系播出，日本動畫公司製作，共有109集。台灣超級電視台以國語配音搭配中文主題曲播出，國興衛視以日語原音搭配原版主題曲於2013年3月13日到2013年5月28日期間播出。

### 主要登場人物與配音員
三平三平（配音：野澤雅子）
故事的主角。11歲～16歲。
三平一平（配音：宮內幸平）
三平的爺爺，享年77歲，十分受到各界敬重的長者。
鮎川魚紳（配音：野澤那智）
在三月湖釣魚大會出現的釣客，對三平而言，他就像自己父親一樣。
高山百合（配音：白石冬美）
住在三平家隔壁的少女，比三平大2歲。她與三平是姊弟般的青梅竹馬，也時常會鬥嘴。
加瀨正治（配音：山本圭子）
三平在釣魚時指引人生方向的「師傅」，三平相當仰慕他。
海倫・華生（Helen Watson，配音：吉田理保子）

### 其他登場人物
三平平
三平的父親。一位在深海捕魚的漁夫，但是在工作期間發生事故而喪失記憶從此行蹤不明。
高山安藏
百合的父親。與平是同窗好友。
愛子
三平與魚紳最初在三月湖遇見的女孩，同時也是他的未婚妻。
三平一
三平的哥哥。非常怕水，三歲的時候在農業水池溺死。因為這次的意外，讓一平決定親自撫養三平。
三平的母親
因為失去長子「一」，令她驚嚇過度，生下三平不到一個月的時間後就去世了。

### OVA版登場人物與配音員
三平三平（配音：熊井統子）
三平一平（配音：八木光生）
高山百合（配音：西村千奈美）
佐吉（配音：川久保潔）

### 製作人員
- 製作：本橋浩一
- 製作管理：高桑充
- 企劃：佐藤昭司
- 構成：岡部英二
- 劇本：田村多津夫、富田祐弘、馬嶋滿 等
- 作畫監督：向中野義雄、谷口守泰、水村十司、西城隆詞、金澤比呂司、飯野皓等
- 原畫：梶谷光春、高橋明信、尾鷲英俊、山口聰、島田英明、長谷川憲生、林秀夫、金田正治 等
- 動畫：土肥一宏、堀口廣、中島京子、南部亞紀子、西村繪里子、阿部毅彦、池上裕之、前田大三、濱野裕治、安達晶彦 等
- 美術監督：千葉秀雄
- 背景：小泉狀平、田澤英夫、荒井和廣、吉澤正樹 等
- 色彩指定：北村喜久子
- 攝影指導：萩原亨→森田俊昭
- 編輯：岡安肇、小野寺桂子
- 影像：東京現像所
- 音樂：曾根幸明、山本寛之
- 錄音指導：小松亘弘
- 音響效果：森賢一
- 調整：田中英行
- 錄音工作室：映廣音響
- 總導演：岡部英二、新田義方
- 分鏡劇本／導演：新田義方、中野健治、岡部英二、原田益次、竹内啓雄、康村正一、山崎勝彦、殿河内勝、小華和為雄、鈴木要、清水亘 等
- 製作人：中島順三、渡邊忠美、増子相二郎、遠藤重夫
- 製作顧問：田中三千哉、横尾潔、小川武司 等
- 協助製作：土田製作、TRANS ARTS、TAMA PRODUCTION CO.,LTD.
- 製作：日本動畫公司、富士電視台

### 主題曲
- 原創主題曲：『若き旅人』（年輕旅客）
- 片頭主題曲：『俺は釣りキチ三平だ』（我是釣魚迷三平）

作詞：石坂雅夫 / 作曲、編曲：曾根幸明 / 演唱：MOJO（富田伊知郎）（日本索尼音樂）

## 電影
2008年東映正式宣布拍攝電影版，同年7月於秋田縣横手市、湯澤市、雄勝郡東成瀬村及由利本莊市開拍。2008年9月下旬殺青，2009年3月20日於日本上映。台灣於2009年8月21日上映。

### 登場人物及演員
- 三平三平：須賀健太
- 鮎川魚紳：塚本高史
- 三平愛子（三平的姊姊，電影版原創人物）：香椎由宇
- 高山百合：土屋太鳳
- 松山：小宮孝泰
- 竹田：志村東吾
- 梅澤：安居劍一郎
- 三平平：萩原聖人
- 三平一平：渡瀨恒彥

### 其他演員
- 平賀雅臣
- 中西良太
- 片桐龍次
- 螢雪次朗

### 製作群
- 導演：瀧田洋二郎
- 音樂：海田庄吾
- 視覺特效：白組
- 製作委員會：東映、白組、東京電視台、VAP、木下工務店、東映映像、JR東日本企劃、雅虎日本、河北新報社、東日本放送、秋田魁新報社
- 製作發行：東映

## 外部連結
- 天才小釣手 （页面存档备份，存于）國興衛視（繁體中文）
- 互联网电影数据库（IMDb）上《天才小釣手電影版》的资料（英文）
- Yahoo奇摩電影上《天才小釣手電影版》的資料（繁體中文）